# Kelso (Califórnia)

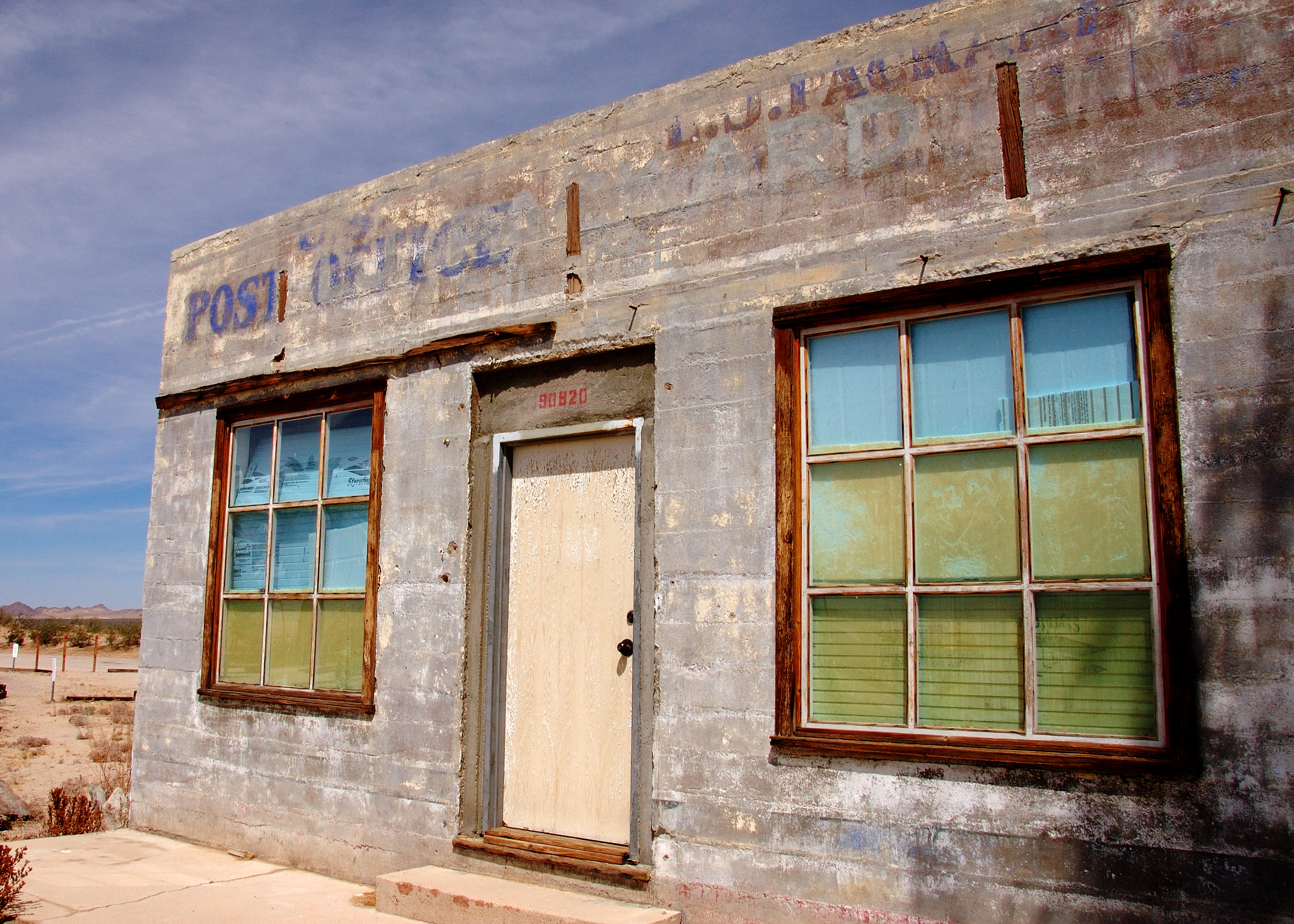
O antigo posto dos correios em Kelso, hoje abandonado

Kelso é uma cidade-fantasma localizada no Deserto de Mojave, na Califórnia, Estados Unidos.